# Solitary Man Records
Solitary Man Records ist ein deutsch-japanisches Independent-Label mit Sitz in Münster und Tokio, Japan.

## Geschichte
Das  Musiklabel wurde 2006 in Japan von Donots-Sänger Ingo Knollmann und dem ehemaligen Donots-Manager Florian Brauch gegründet. Nach der Kündigung des Plattenvertrages der Donots mit GUN Records (Sony BMG) wurde Solitary Man Records 2008 auch in Deutschland gegründet. Anders als beim japanischen Ableger gehört das Label hier zu gleichen Teilen allen Bandmitgliedern der Donots.
2006 erschien die erste Kompilation The Solitary Engine in Japan. 

## Bands bei Solitary Man Records
Die folgenden Bands haben bisher Alben und/oder EPs bei Solitary Man Records Europe veröffentlicht:
- Donots
- Duchamp

Die folgenden Bands haben bisher Alben und/oder EPs bei Solitary Man Records Japan veröffentlicht:
- 3 Colours Red
- Beatsteaks
- Bombshell Rocks
- Boysetsfire
- Coalfield
- Donots
- Dover
- Dropkick Murphys
- Endstand
- Fabulous Disaster
- Favez
- Force of Change
- Heideroosjes
- The Lucky Nine
- Monta
- The Movement
- Muff Potter
- Placebo
- Sahara Hotnights
- Spittin’ Vicars
- Toy Dolls